# Быркач
Быркач (болг. Бъркач) — село в Болгарии. Находится в Плевенской области, входит в общину Долни-Дыбник. Население составляет 741 человек.

## Политическая ситуация
В местном кметстве Быркач, в состав которого входит Быркач, должность кмета (старосты) исполняет Вытко  Петков Вутков (независимый) по результатам выборов.
Кмет (мэр) общины Долни-Дыбник — Борислав Стоядинов Станимиров (коалиция в составе 2 партий: Болгарский земледельческий народный союз (БЗНС), Союз демократических сил (СДС)) по результатам выборов.